# Santa Cruz de Guacas (paroisse civile)
Pour les articles homonymes, voir Santa Cruz de Guacas et Santa Cruz.
Santa Cruz de Guacas est l'une des trois paroisses civiles de la municipalité de Andrés Eloy Blanco dans l'État de Barinas au Venezuela. Sa capitale est Santa Cruz de Guacas. En 2018, sa population s'élève à 6 085 habitants.

## Géographie

### Démographie
La paroisse civile ne compte aucune localité notoire hormis sa capitale Santa Cruz de Guacas et l'extension méridionale de El Cantón, capitale de la paroisse civile voisine d'El Cantón.